# Andrea Giovanni Lascaris
Andrea Giovanni Lascaris o Andrés Juan Láscaris (Ἰανὸς Λάσκαρις, Ianos Laskaris; c. 1445, Constantinopla – 7 de diciembre de 1535, Roma), fue un literato conocido por el sobrenombre de Rhyndacenus tal vez porque era originario de Rindaco, pequeña ciudad de Helesponto y Frigia. 
Láscaris abandonó su patria después de la caída de Constantinopla y se refugió en la corte de Lorenzo de Médici, en la que estudió bajo el clasicista Demetrios Chalkokondyles. Lorenzo de Medici le encargó volver a oriente para recoger manuscritos griegos, y habiendo obtenido el permiso de penetrar en las bibliotecas, sacó de ellas un gran número de obras preciosas. Algunos años después hizo un segundo viaje a Grecia; pero como en su regreso a Florencia recibiese la fatal noticia de la muerte de Lorenzo en 1492, y por otra parte encontrase aquel país agitado por convulsiones, aceptó los ofrecimientos que le hizo Carlos VIII, quien deseaba atraerlo a Francia. Se hallaba en París en 1495 y Láscaris fue quien enseñó los principios de la lengua griega a Bude y a Danés. Luis XII le nombró en 1503 embajador cerca la república de Venecia, cuya comisión desempeñó a entera satisfacción del monarca de modo que obtuvo por segunda vez esta misma comisión. Sin embargo, Wicgnefort pretende que Lascaris no era a propósito para un empleo que exigía sobre todo un gran conocimiento de los intereses de los príncipes y una perfecta inteligencia de lo que es el mundo político y aun añade que los venecianos se mostraron descontentos de su nombramiento. 
Cuando se declaró la guerra entre Francia y la república, Láscaris cesó en sus funciones y volvió a emprender la enseñanza del griego. Leon X le llamó cerca de su corte para ponerle al frente del colegio que acababa de fundar para los jóvenes griegos y le confió al mismo tiempo la dirección de una imprenta destinada exclusivamente a aumentar los libros griegos. En 1515 el papa le encargó una misión cerca de Francisco I de Francia y este príncipe quedó tan prendado del mérito de Lascaris, que hizo todos los esfuerzos posibles para que se quedase con él. No obstante Lascaris volvió a Roma en el mismo año y en 1518 pasó otra vez a Francia, en cuya ocasión se le encargó la formación de la biblioteca real de Fontainebleau, ayudándole en este trabajo su discípulo Budé. Francisco I, a imitación de su antecesor, le nombró también embajador cerca de la república veneciana donde permaneció hasta que a instancias de Paulo III se trasladó a Roma a pesar de hallarse muy mortificado de la gota. Con las fatigas del viaje se le aumentaron los dolores, muriendo de sus resultas algunos meses después de su llegada, esto es en 1535, a los 90 años. 

## Obra
Lascaris había desempeñado igualmente las funciones de corrector de imprenta en la oficina de Fr. de Alopa, en Florencia y en la imprenta establecida por el papa Leon X en su palacio de Monte-Cavallo y por lo mismo se le deben las ediciones de las obras siguientes: 
- Anthologia epigrammatum graecorum, libri VII, grace, Florencia, 1494, en 4º. Esta primera y rara edición de la Antología está impresa con letras mayúsculas.
- Callimachi hymni gr. cum scholus graecis, Florencia, 1592 , en 4°, ejecutada con los mismss caracteres que la obra precedente.
- Scholia graeca in iliadem, in integram restituta, 1518 en 4º y otras varias.
- Láscaris escribía el latín con tanta facilidad como elegancia por lo que se le rogó que se ocupase en la traducción de algunas obras griegas pero no tradujo más que algunos tratados de Polibio sobre el arte militar.
- Se citan también de él los opúsculos siguientes: 
  - Epigrammata graesca et latina, París, 1527, en 8°, 1544, con una adición.
  - De veris graecarum litterarum formis ac causis apud antiquos, París, 1536, en 8°.
  - Oraciones, Fráncfort, 1573.